# Bảo tàng quốc gia Eugène Delacroix
Bảo tàng quốc gia Eugène Delacroix là một bảo tàng về họa sĩ Eugène Delacroix, nằm tại Quận 6, thành phố Paris. Vốn là ngôi nhà và xưởng vẽ của Delacroix được Nhà nước mua lại, hiện nay bảo tàng Eugène Delacroix là một bảo tàng quốc gia, thuộc Louvre về mặt hành chính.
| Métro Paris | Bến tàu điện ngầm: Mabillon hoặc Saint-Germain-des-Prés |

## Lịch sử
Bảo tàng quốc gia Eugène Delacroix nằm trong ngôi nhà và xưởng vẽ của họa sĩ. Delacroix chuyển tới đây vào ngày 28 tháng 12 năm 1857. Trước đó, ông làm việc trong xưởng vẽ ở phố Notre-Dame-de-Lorette, nhưng vị trí này quá xa nhà thờ Saint-Sulpice, nơi Delacroix nhận trang trí từ năm 1847. Căn phòng mới do Etienne Haro, một nhà buôn tranh bạn Delacroix, tìm giúp. Trong nhật ký, ngày 28 tháng 12 năm 1857, Delacroix viết: "Nơi ở mới của tôi rất thú vị... Buổi sáng thức dậy thấy ánh mặt trời chiếu vào cửa sổ. Khu vườn vườn nhỏ và xưởng vẽ làm tôi thích thú". Eugène Delacroix sống tại căn nhà này tới khi mất vào ngày 13 tháng 8 năm 1863.
Nhiều người khác đến ở căn phòng đã có ý định phá bỏ xưởng vẽ. Một vài nghệ sĩ, trong đó có Maurice Denis và Paul Signac, hai nhà sử học André Joubin và Raymond Escholier, cùng một người mê nghệ thuật đã lập nên hội Những người bạn của Eugène Delacroix (Société des Amis d'Eugène Delacroix) vào năm 1929 do Maurice Denis làm hội trưởng. Nhờ hội, ý định phá xưởng vẽ đã bị loại bỏ. Từ năm 1932, hội Những người bạn của Eugène Delacroix đã tổ chức nhiều buổi triển lãm, hòa nhạc, gặp gỡ tại ngôi nhà.
Năm 1952, bộ sưu tập được bán lại cho hệ thống bảo tàng quốc gia. Đến 1954, Nhà nước mua lại ngôi nhà cùng xưởng vẽ và khu vườn để sửa thành bảo tàng. Năm 1971, bảo tàng Eugène Delacroix trở thành bảo tàng quốc gia và ngôi nhà, xưởng vẽ, khu vườn được công nhận di tích lịch sử vào năm 1991.
Năm 1992, hai tòa nhà hai bên cũng được mua lại. Bảo tàng Eugène Delacroix mở thêm không gian mới dành cho đón tiếp và một phòng thông tin.

## Bộ sưu tập
Bảo tàng quốc gia Eugène Delacroix hiện nay sở hữu một phần lớn các tác phẩm trong sự nghiệp của Delacroix. Thống kê năm 2005, bộ sưu tập gồm 65 họa phẩm sơn dầu, hai bản vẽ và 18 bản khắc. Bảo tàng cũng trưng bày các tư liệu, hiện vật về Delacroix, trong đó có 45 bức thư cùng các bảng mãu vẽ, đồ đạc... Phần còn lại gồm một bộ sưu tập nghệ thuật châu Phi do Eugène Delacroix tập hợp trong thời gian sống ở Maroc và một số tác phẩm của bạn bè, học trò Delacroix.
Năm 2005, bảo tàng Eugène Delacroix đón 42.500 lượt khách viếng thăm.

 

Một số tác phẩm của bảo tàng Eugène Delacroix
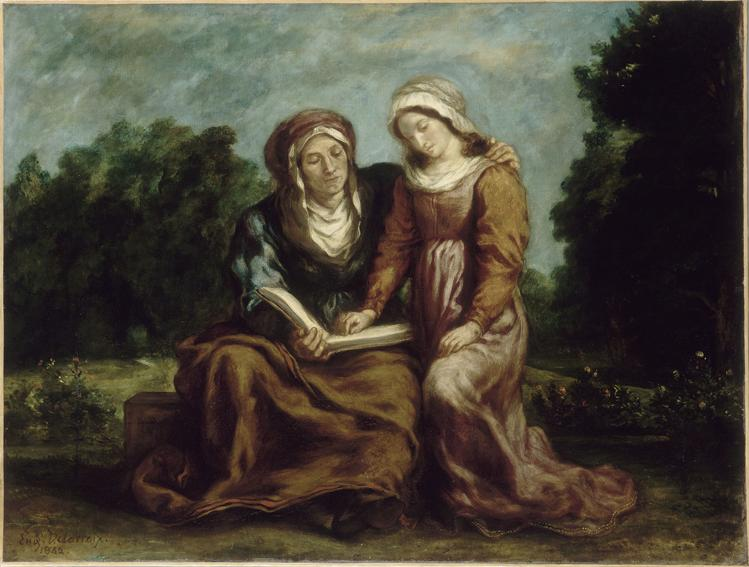
L'Education de la Vierge
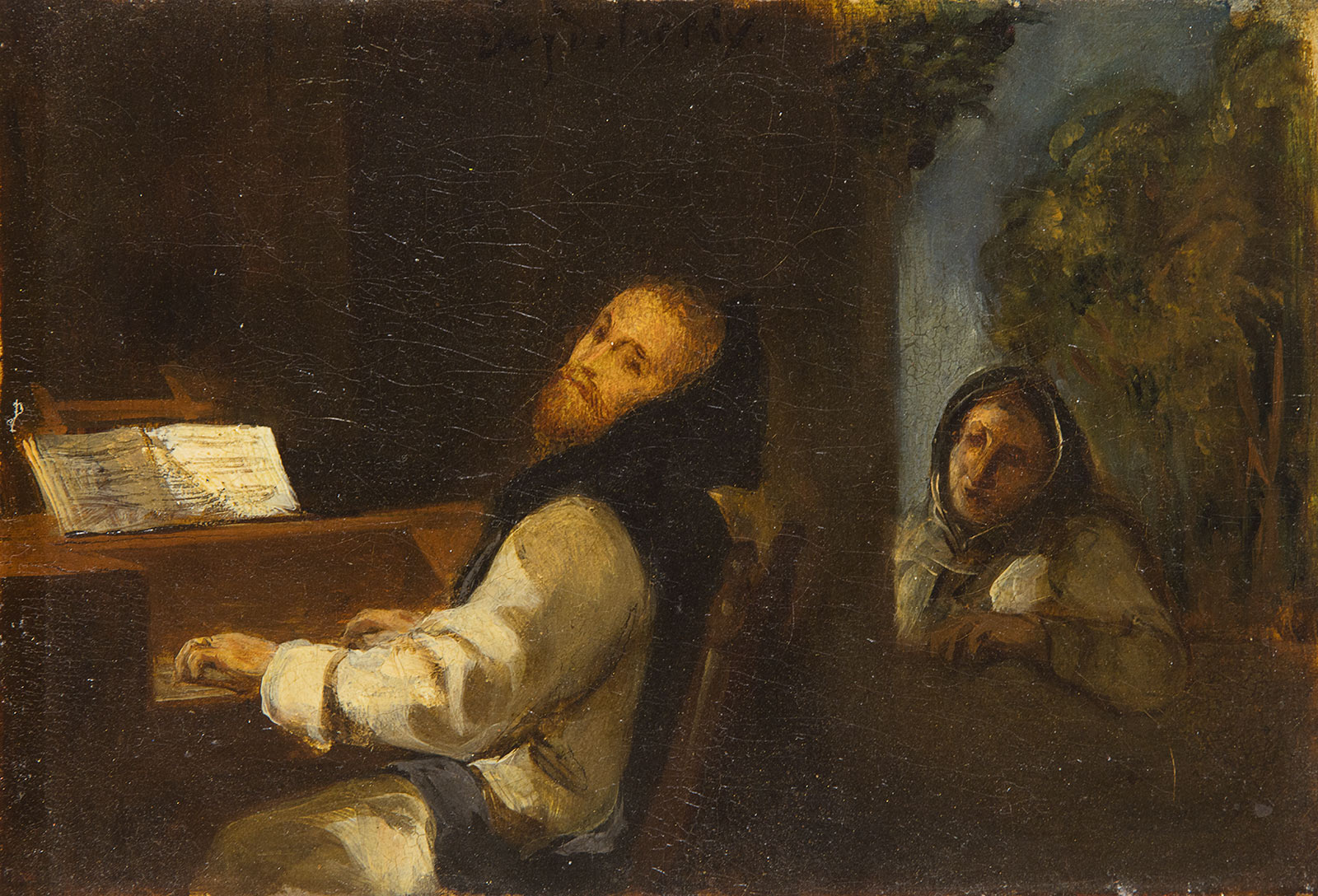
Charles-Quint au monastère de Yuste
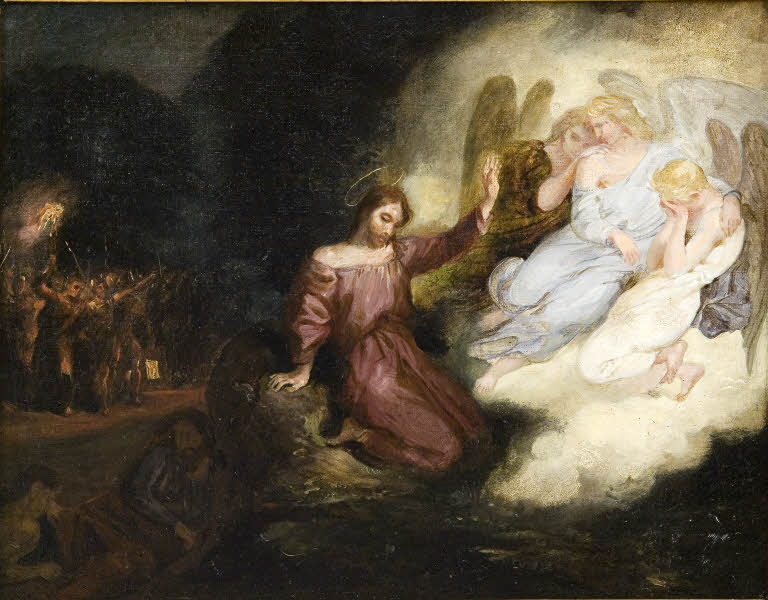
Esquisse pour Le Christ au Jardin des Oliviers
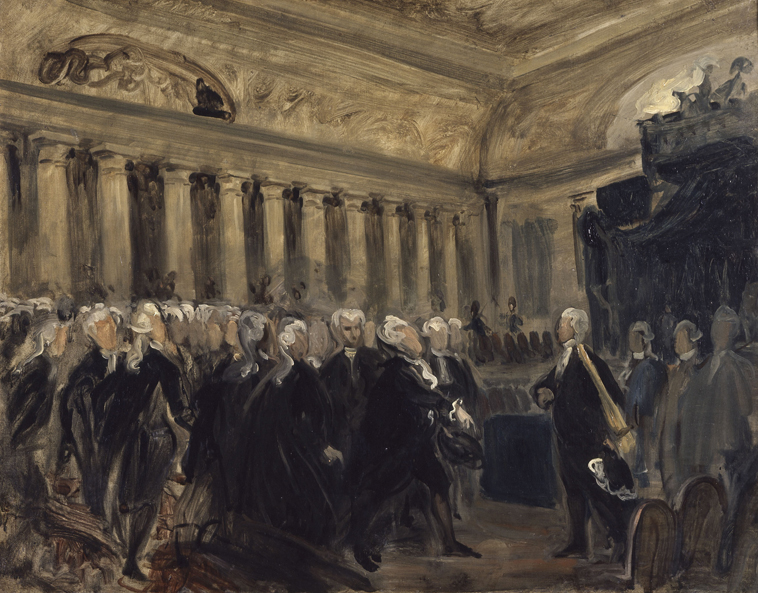
Mirabeau et Dreux-Brézé, le 23 juin 1789
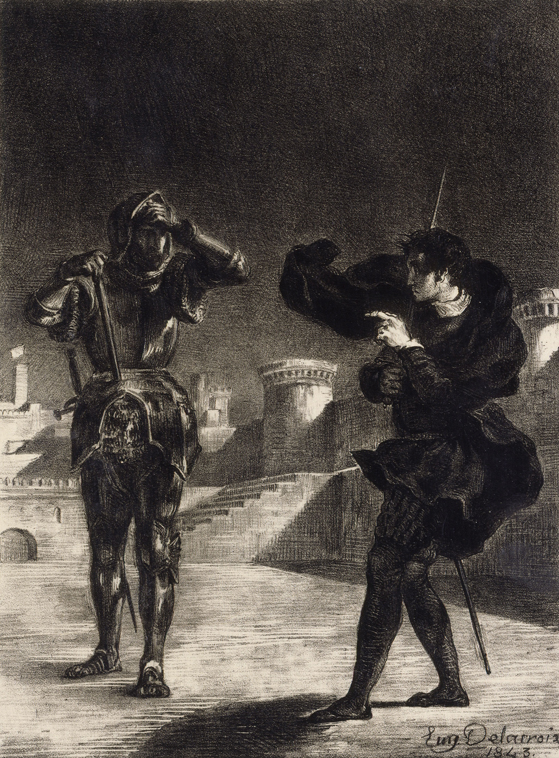
Le fantôme sur la terrasse
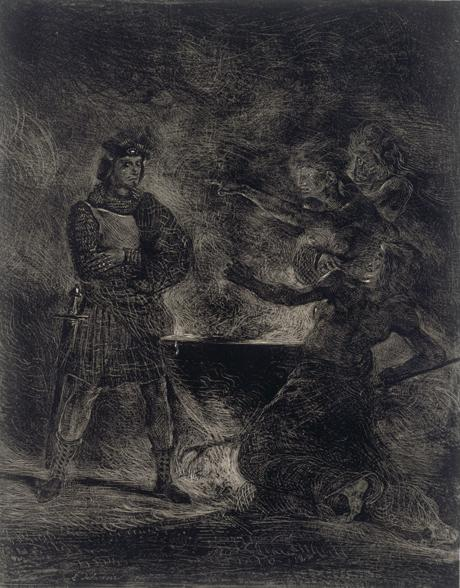
Macbeth consultant les sorcières
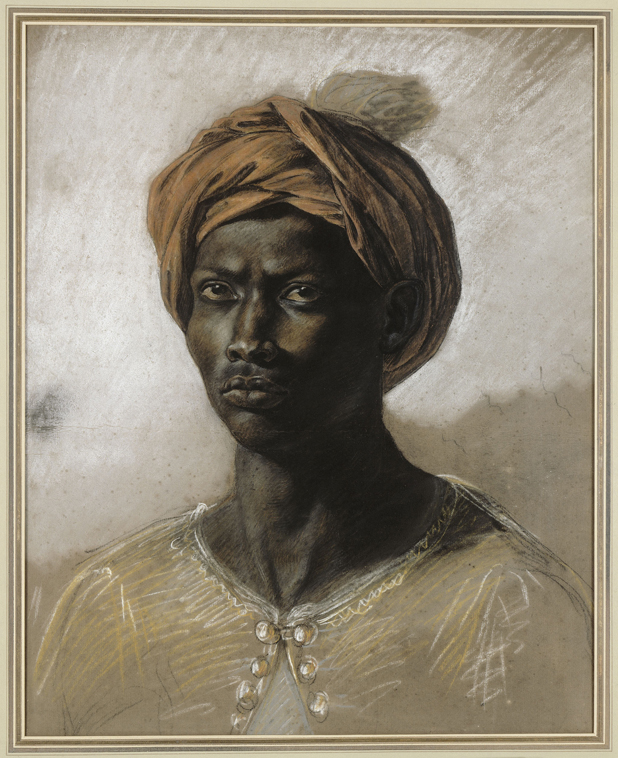
Nègre au turban
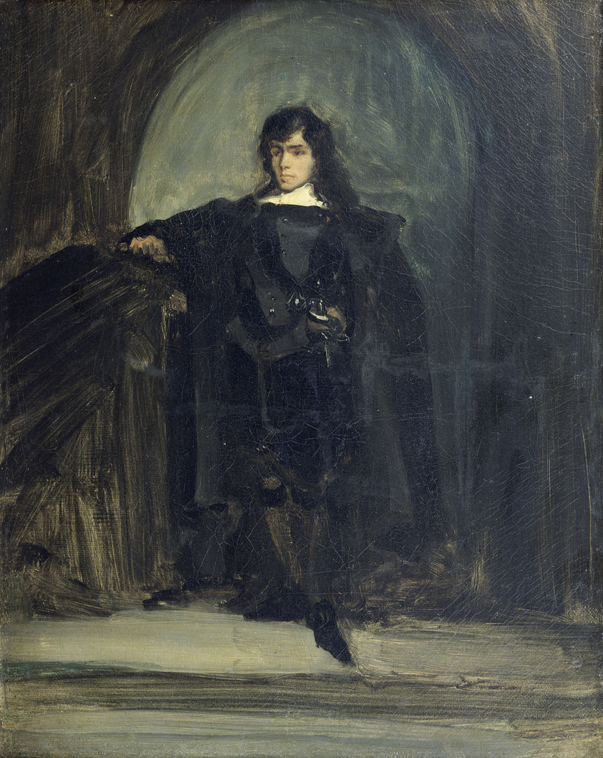
Autoportrait dit en Ravenswood ou en Hamlet